# Lycenchelys squamosa
Lycenchelys squamosa är en fiskart som beskrevs av Toyoshima, 1983. Lycenchelys squamosa ingår i släktet Lycenchelys och familjen tånglakefiskar. Inga underarter finns listade i Catalogue of Life.